# Protector (novela)
Protector es una novela de ciencia ficción escrita por Larry Niven y publicada en los Estados Unidos por Ballantine Books en 1973. La novela está ambientada en el mismo universo que otras obras del autor llamado espacio conocido. Fue nominada al premio Hugo a la mejor novela 1974.
La novela desarrolla la especie originalmente presentada en el relato Protectores Pak. La primera mitad de la novela —titulada Phssthpok— había sido previamente publicada bajo el título The Adults.

## Argumento
La novela comprende dos fases en el mismo espacio que están separadas entre sí por 220 años.
La primera parte del libro sigue la historia del Pak llamado Phssthpok, que ha viajado desde su mundo natal en busca de una colonia en el distante sistema solar, la cual es nuestra Tierra. A pesar del carácter de la misión de Phssthpok, que es de rescate, el conflicto de intereses que se produce entre el rescatador y los sujetos de su misión da lugar a un resultado inesperado tanto para el primero como para los segundos.

## Personajes
A lo largo de ambas mitades (pese a su separación de 220 años) la novela mantiene el personaje de Jack Brennan, en la primera mitad como mero espectador y víctima de la trama y en la segunda mitad como pleno protagonista y director de ésta, que llega incluso a practicar el genocidio como excusa para que la novela muestre las características de sus personajes.

## Temas
La novela tiene el atractivo de desarrollar una cultura ajena en muchos aspectos a la cultura humana, en el sentido de que se encuentra dirigida por impulsos diferentes a los que mueven a nuestra especie.
En su primera mitad la novela plantea el origen de la humanidad en el universo de Niven, mientras que en la segunda se plantea una amenaza que sólo se puede resolver haciendo uso de recursos ya prácticamente olvidados por la raza humana desde esos orígenes.